# Danville (Virginie-Occidentale)
Pour les articles homonymes, voir Danville.
Danville est une ville américaine située dans le comté de Boone en Virginie-Occidentale.
Selon le recensement de 2010, Danville compte 691 habitants. La municipalité s'étend sur 1,08 milles carrés (2,8 km2).
D'abord appelée Newport et Red House, la ville adopte son nom actuel en l'honneur de Dan Rock, son premier receveur des postes,. Elle devient une municipalité en 1911.